# Приключения Электроников
Пригоди Електроніків — російський панк-рок-супергурт. «Пригоди Електроніків» не виконують власних пісень (за винятком пісні «Йде дитинство») — виключно кавер-версії пісень з радянських дитячих фільмів, мультфільмів і просто хіти тих років.

## Історія
Назва проекту придумав Костянтин Савельевских («Вулики», «Пед Дог»). Перший запис було зроблено восени 1999 року — для чергового панк-збірника «Типу панки і таке інше» була записана «Пісенька іграшок, що ожили».
Влітку 1999 року зібрався перший склад для запису «Пісенька іграшок, що ожили».
- Костянтин Савельевских («МЭD DОГ», Вулики) — вокал, гітара, бас, барабани;
- Андрій Шабаєв (4ервонарутта) — вокал, гітара;
- Дмитро «Сід» Спірін (Таргани!) — вокал

Склад на кінець 1999 р.:
- Андрій Шабаєв (4ервонарутта) — вокал, гітара;
- Дмитро «Сід» Спірін (Таргани!) — вокал, бас;
- Олександр «Фукс» Фуковский («Шлюз») — вокал, клавішні, саксофон;
- Сергій Прокоф'єв (Таргани!) — ударні.

Склад 2001 р.:
- Андрій Шабаєв (4ервонарутта) — вокал, гітара;
- Дмитро «Сід» Спірін (Таргани!) — вокал, бас;
- Микола Богданов (Наїв, Фантастика) — вокал, гітара, саксофон;
- Сергій Прокоф'єв (Таргани!) — ударні.

Склад 2004 р.:
- Андрій Шабаєв (4ервонарутта) — вокал, гітара;
- Дмитро «Сід» Спірін (Таргани!) — вокал, бас;
- Володимир Родіонов (Вулики, «Шашки») — вокал, гітара;
- Сергій Прокоф'єв (Таргани!) — ударні.

Склад 2004 р.:
- Андрій Шабаєв (4ервонарутта) — вокал, гітара;
- Дмитро Кежватов (Празник, Таргани!) — вокал, бас;
- Володимир Родіонов (Вулики, «Шашки») — вокал, гітара;
- Сергій Прокоф'єв (Таргани!) — ударні.

Склад 2005 р.:
- Андрій Шабаєв (4ервонарутта) — вокал, гітара;
- Дмитро Кежватов (Таргани!) — вокал, бас;
- Микола Богданов (Наїв, Фантастика) — вокал, гітара, саксофон;
- Сергій Прокоф'єв (Таргани!) — ударні.

Склад 2006 р.:
- Андрій Шабаєв (4ервонарутта) — вокал, гітара;
- Дмитро Кежватов (Таргани!) — вокал, гітара;
- Дарина Давидова (Вулики, «Коцик») — вокал, бас;
- Сергій Прокоф'єв (Таргани!) — ударні.

## Склад
Склад групи з 2006 року:

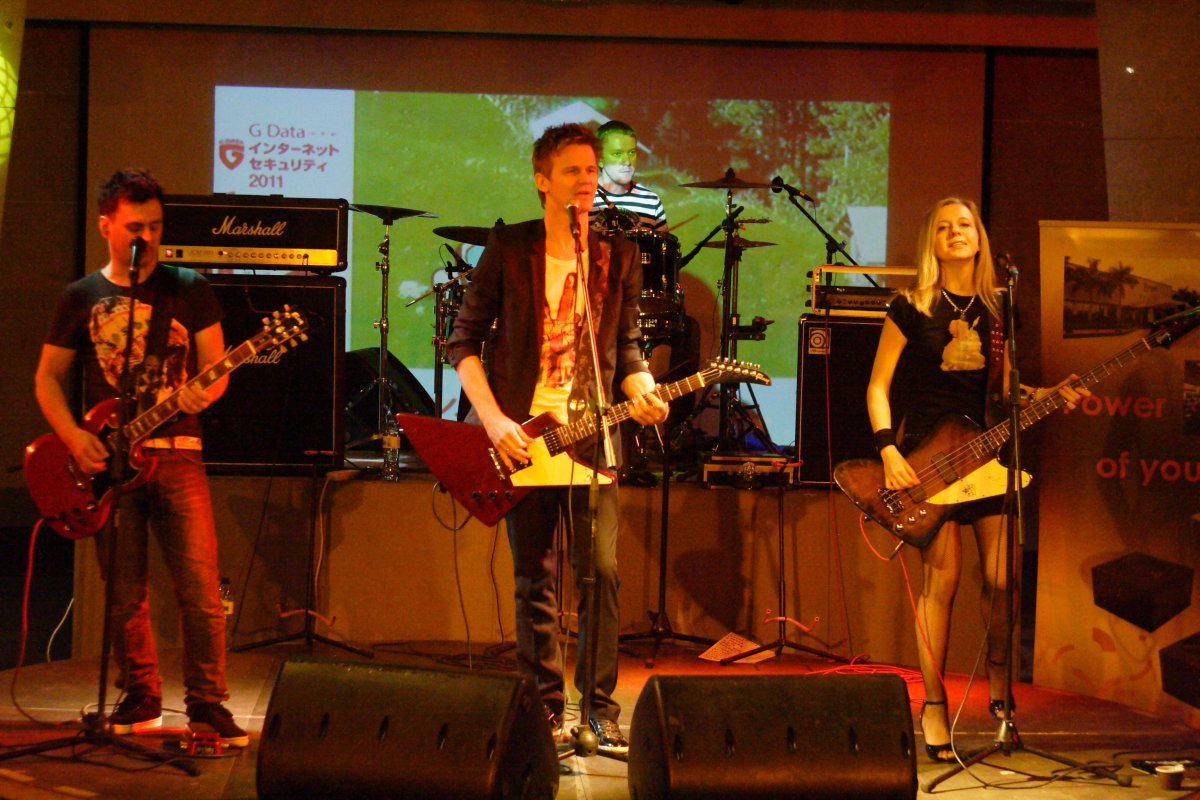
Група в 2011 році

- Андрій Шабаєв (4ервонарутта) — вокал, гітара;
- Олег Іваненко (ФІГИ) — вокал, гітара;
- Дарина Давидова (Плед, Слон) — вокал, бас;
- Сергій Прокоф'єв (Три 15, Таргани!) — ударні.

## Дискографія

### Студійні альбоми
- 2001: «Прекрасное далёко»
- 2003: «Земля в иллюминаторе»
- 2004: «Детство наше прошло…?»
- 2006: «А ну-ка, девушки!»
- 2008: «Давайте созвонимся!»
- 2009: «С Новым Годом! (Макси-сингл)»
- 2014: «Мечты сбываются»

### Трибьюты
- 2005: «Наивные песни: A Tribute to НАИВ» («Бременские музыканты»)
- 2014: «Спасём мир»: Трибьют Віктору Цою («Печаль»)

## Відеокліпи
- 2001: «Лесной олень»
- 2003: «Трава у дома»
- 2005: «Нежность»
- 2006: «Звенит январская вьюга»
- 2008: «Песня о снежинке»
- 2009: «Зима (Потолок ледяной)»
- 2011: «Мой адрес — Советский Союз»
- 2014: «Ищу тебя»